# Йоан Григораш
Йоан Григораш (рум. Ioan Grigoraș; нар. 7 січня 1963, село Бекия, Джоаджу, повіт Хунедоара, Соціалістична Республіка Румунія) — румунський борець греко-римського стилю, срібний призер чемпіонату світу, срібний та бронзовий призер чемпіонатів Європи, бронзовий призер Олімпійських ігор.

## Життєпис
У 1983 році став чемпіоном світу серед молоді.

## Спортивні результати на міжнародних змаганнях

### Виступи на Олімпіадах
| Змагання                    | Збірна  | Вагова категорія                  | Місце  |
| --------------------------- | ------- | --------------------------------- | ------ |
| Літні Олімпійські ігри 1992 | Румунія | греко-римська боротьба, до 130 кг | Бронза |

### Виступи на Чемпіонатах світу
| Змагання                        | Збірна  | Вагова категорія                  | Місце  |
| ------------------------------- | ------- | --------------------------------- | ------ |
| Чемпіонат світу з боротьби 1985 | Румунія | греко-римська боротьба, до 130 кг | Срібло |
| Чемпіонат світу з боротьби 1986 | Румунія | греко-римська боротьба, до 130 кг | 5      |
| Чемпіонат світу з боротьби 1987 | Румунія | греко-римська боротьба, до 130 кг | 4      |
| Чемпіонат світу з боротьби 1989 | Румунія | греко-римська боротьба, до 130 кг | 10     |
| Чемпіонат світу з боротьби 1991 | Румунія | греко-римська боротьба, до 130 кг | 14     |

### Виступи на Чемпіонатах Європи
| Змагання                         | Збірна  | Вагова категорія                  | Місце  |
| -------------------------------- | ------- | --------------------------------- | ------ |
| Чемпіонат Європи з боротьби 1985 | Румунія | греко-римська боротьба, до 130 кг | 5      |
| Чемпіонат Європи з боротьби 1986 | Румунія | греко-римська боротьба, до 130 кг | 6      |
| Чемпіонат Європи з боротьби 1987 | Румунія | греко-римська боротьба, до 130 кг | 4      |
| Чемпіонат Європи з боротьби 1988 | Румунія | греко-римська боротьба, до 130 кг | 5      |
| Чемпіонат Європи з боротьби 1990 | Румунія | греко-римська боротьба, до 130 кг | Бронза |
| Чемпіонат Європи з боротьби 1992 | Румунія | греко-римська боротьба, до 130 кг | Срібло |

### Виступи на інших змаганнях
| Змагання                           | Збірна  | Вагова категорія                  | Місце  |
| ---------------------------------- | ------- | --------------------------------- | ------ |
| Золотий Гран-прі з боротьби 1987   | Румунія | греко-римська боротьба, до 130 кг | Срібло |
| Гала гран-прі FILA 1987            | Румунія | греко-римська боротьба, + 100 кг  | Срібло |
| Гала гран-прі FILA 1988            | Румунія | греко-римська боротьба, до 130 кг | 4      |
| Гран-прі Німеччини з боротьби 1988 | Румунія | греко-римська боротьба, до 130 кг | Срібло |
| Гран-прі Німеччини з боротьби 1989 | Румунія | греко-римська боротьба, до 130 кг | 5      |
| Гран-прі Німеччини з боротьби 1990 | Румунія | греко-римська боротьба, до 130 кг | 4      |
| Золотий Гран-прі з боротьби 1992   | Румунія | греко-римська боротьба, до 130 кг | Бронза |
| Гран-прі Німеччини з боротьби 1992 | Румунія | греко-римська боротьба, до 130 кг | Бронза |

### Виступи на змаганнях молодших вікових груп
| Змагання                                            | Збірна  | Вагова категорія                  | Місце  |
| --------------------------------------------------- | ------- | --------------------------------- | ------ |
| Балканський чемпіонат з боротьби серед юніорів 1981 | Румунія | греко-римська боротьба, до 90 кг  | 4      |
| Чемпіонат світу з боротьби серед молоді 1983        | Румунія | греко-римська боротьба, до 100 кг | Золото |
| Балканський чемпіонат з боротьби серед молоді 1983  | Румунія | греко-римська боротьба, до 100 кг | Срібло |